# Савчук Сергій Васильович (футболіст)
Сергій Васильович Савчук (нар. 6 березня 1995, Вінниця, Україна) — український футболіст, нападник.

## Клубна кар'єра
Вихованець футбольної школи «Нива» (Вінниця), впродовж 2008—2012 років виступав в ДЮФЛ за вінницьку «Ниву» та донецький «Металург».
Впродовж 2012—2015 років виступав в донецькому «Металурзі» за команду дублерів. У складі якої провів 36 матчів і відзначився 10 голами. А також виступав і в складі «Металурга» до 19 років, де провів 24 матчі і відзначився 5 голами. Але до основного складу команди так і не потрапив.
Після чого перейшов в аналогічну структуру кам'янської «Сталі», де за команду дублерів провів 9 матчів і відзначився 2 голами. Впродовж цих років виступав під керівництвом таких тренерів, як Сергій Шищенко та Олександр Зотов.
1 березня 2017 року підписав контракт з чернівецькою «Буковиною». Дебютував у першій українській лізі 19 березня того ж року в матчі проти краматорського «Авангарду». По завершенню сезону за обопільною згодою сторін припинив співпрацю з чернівецьким клубом.

## Кар'єра в збірній
За юнацьку збірну України до 17 років Сергій зіграв два відбіркові матчі до чемпіонату Європи 2013 року.